# اما پاسک
اما پاسک (متولد ۱۹۷۷) خواننده جاز استرالیایی است. او بیشتر به خاطر کارش با گروه‌های بزرگ و همکاری مستمرش با هنرمند مشهور استرالیایی جیمز موریسون شناخته می‌شود.
پاسک در ساترلند شایر سیدنی در حومه کومو بزرگ شد. او در مدرسه دولتی کومو و دبیرستان کراوی تحصیل کرد. او با رودریگو اوکانو داسیلوا، که اهل اروگوئه است، ازدواج کرده و در ساحل بوندی، NSW، استرالیا زندگی می‌کنند.

## آهنگ‌شناسی

### آلبوم‌ها
| عنوان                                                             | جزئیات                                                          | اوج موقعیت‌های نمودار |
| عنوان                                                             | جزئیات                                                          | جدول‌های ای‌آرآی‌ای     |
| ----------------------------------------------------------------- | --------------------------------------------------------------- | -------------------- |
| اما                                                               | - تاریخ انتشار: ۱۹۹۹ - برچسب: موریسون - فرمت‌ها: سی دی           | -                    |
| این جنون به نام عشق                                               | - تاریخ انتشار: ۲۰۰۲ - برچسب: موریسون - فرمت‌ها: سی دی           | -                    |
| مثبت را برجسته کنید {{سخ}} (با مارک ریوت و گروه بزرگ جان موریسون) | - تاریخ انتشار: ۲۰۰۳ - برچسب: گروه موسیقی راجون - فرمت‌ها: سی دی | -                    |
| چند بهار دیگر                                                     | - تاریخ انتشار: ۲۰۱۰ - برچسب: اما پاسک - فرمت‌ها: CD, DD         | ۳۲                   |
| فصل‌های قلب من                                                     | - تاریخ انتشار: ۲۲ نوامبر 2013 - برچسب: جیوه - فرمت‌ها: CD, DD   | -                    |
| کوزیتا دیوینا                                                     | - تاریخ انتشار: سپتامبر 2015 - برچسب: اما پاسک - فرمت‌ها: DD     | -                    |
| در سمت آفتابی خیابان                                              | - زمان‌بندی: ۱۵ اکتبر ۲۰۲۱ - برچسب: اما پاسک - فرمت‌ها: DD، جریان | -                    |

### نمودارهای تک آهنگ
| عنوان           | سال  | اوج موقعیت‌های نمودار |
| عنوان           | سال  | جدول‌های ای‌آرآی‌ای     |
| --------------- | ---- | -------------------- |
| " ماس که نادا " | ۲۰۱۳ | ۱۵                   |